# Roxboro, Québec
Roxboro är en stadsdel (secteur) i staden Montréal i Québec i Kanada. Det var en separat stad till och med 2001.